# 스칸디나비아산맥
스칸디나비아산맥(스웨덴어: Skanderna, Fjällen, Kölen, 노르웨이어: Kjølen)은 스칸디나비아반도를 가로지르는 산맥이다. 이 산맥의 서쪽은 북해에까지 이르러 가파른 경사로 바다에 떨어져 유명한 노르웨이의 피오르 해안을 이룬다. 동쪽은 스웨덴으로 들어가면서 점점 완만해지며 평지로 접어든다. 이 산맥의 북쪽은 노르웨이와 스웨덴의 자연 국경 구실을 한다. 하지만 북쪽의 노르카프 가까이에서는 거의 언덕이나 구릉 수준으로 낮아진다.
이 산맥의 산은 그리 높지 않다. 노르웨이 남부의 갈회피겐산(Galdhøpiggen)이 스칸디나비아산맥의 최고봉으로 높이는 2,469 m이다. 하지만 위도가 높고, 북대서양의 습기의 영향을 받음에 따라 빙원과 빙하가 많다. 스웨덴 쪽의 최고봉은 케브네카이세산(Kebnekaise)으로 높이는 2,111 m이다.
지질학적으로 스칸디나비아산맥은 스코틀랜드와 아이슬란드를 거쳐 대서양 건너의 북아메리카 애팔래치아산맥과 연결된다. 지질학자들은 고대의 판게아 초대륙이 나뉘기 전까지는 하나의 산맥이었으며, 현재의 산맥은 칼레도니아 조산 운동의 흔적이라 여긴다.